# Ken Sagoes
Ken Sagoes (Atlanta, 28 aprile 1964) è un attore statunitense.
Ken nasce nel 1967 ad Atlanta in Georgia. È conosciuto principalmente nel mondo del cinema, per aver interpretato il ruolo di Roland Kincaid in Nightmare 3 - I guerrieri del sogno e Nightmare 4 - Il non risveglio.

## Filmografia
- Ai confini della realtà (The Twilight Zone) - serie TV, episodio 1x31 (1985)
- 1986 - Airwolf (Supercopter) - (TV)
- 1986 - Cercasi moglie disperatamente
- 1986 - Say Yes
- 1986 - The George McKenna Story - (TV)
- 1987 - Fuga dal futuro - Danger Zone (Project X), regia di Jonathan Kaplan
- 1987 - Nightmare 3 - I guerrieri del sogno (A Nightmare on Elm Street 3: Dream Warriors), regia di Chuck Russell
- 1987 - What's Happening Now!!, regia di Michael Schultz
- 1988 - Nightmare 4 - Il non risveglio (A Nightmare on Elm Street 4: The Dream Master), regia di Renny Harlin
- 1988 - Death by Dialogue, regia di Thomas Dewier
- 1994 - On Promised Land - (TV)
- 1997 - Rosewood, regia di John Singleton
- 2002 - The Backlot Murders, regia di David DeFalco
- 2003 - Prima ti sposo, poi ti rovino (Intolerable Cruelty), regia di Joel ed Ethan Coen